# آن سنكلير
آن سنكلير (بالفرنسية: Anne Sinclair)‏ هي صحفية أمريكية وفرنسية، ولدت في 15 يوليو 1948 في نيويورك في الولايات المتحدة.

## وصلات خارجية
- آن سنكلير على موقع IMDb (الإنجليزية)
- آن سنكلير على موقع ديسكوغز (الإنجليزية)
- آن سنكلير على موقع قاعدة بيانات الفيلم (الإنجليزية)